# Méry-ès-Bois
Méry-ès-Bois is een gemeente in het Franse departement Cher (regio Centre-Val de Loire) en telt 616 inwoners (1999). De plaats maakt deel uit van het arrondissement Vierzon.

## Geografie
De oppervlakte van Méry-ès-Bois bedraagt 94,1 km², de bevolkingsdichtheid is 6,5 inwoners per km².
De onderstaande kaart toont de ligging van Méry-ès-Bois met de belangrijkste infrastructuur en aangrenzende gemeenten.

## Demografie
Onderstaande figuur toont het verloop van het inwonertal (bron: INSEE-tellingen).